# Le Pré-d'Auge
Le Pré-d'Auge är en kommun i departementet Calvados i regionen Normandie i norra Frankrike. Kommunen ligger i kantonen Lisieux 3e Canton som ligger i arrondissementet Lisieux. År 2022 hade Le Pré-d'Auge 849 invånare.

## Befolkningsutveckling
Antalet invånare i kommunen Le Pré-d'Auge
Referens:INSEE